# Reappraisals: Reflections on the Forgotten Twentieth Century
Reappraisals: Reflections on the Forgotten Twentieth Century is een boek dat geschreven is door historicus, essayist, schrijver en hoogleraar Tony Judt.
Het boek werd voor het eerst gepubliceerd in 2008 en is een bundel essays en boekrecensies die Judt geschreven heeft tussen 1994 en 2006. Het werk bestaat uit 23 hoofdstukken, met elk een eigen thema, vaak verbonden aan een persoon, zoals de hoofdstukken over Hannah Arendt en het kwaad of Henry Kissinger en het Amerikaanse buitenlandbeleid. Samen omvatten de essays en recensies ‘een brede variëteit aan onderwerpen’, die de ontwikkelingen van de twintigste eeuw die Judt essentieel vindt, beschrijven.

## Inhoud
Judt kaart in dit boek hoofdzakelijk twee zaken aan. Allereerst belicht hij de rol van ideeën en de verantwoordelijkheid van intellectuelen in deze eeuw. Daarnaast is zijn tweede punt van zorg de twintigste eeuw als een ‘vergeten eeuw’. Judt ageert in dit boek tegen de steeds grotere groep mensen die geloven dat zij in een tijd leven zonder voorganger. Verder bestrijdt hij het steeds vaker voorkomende idee, dat van het recente verleden, de twintigste eeuw, niets meer te leren valt. De twintigste eeuw is volgens Judt te veel een ‘moral memory place’ aan het worden, waarin verschillende bevolkingsgroepen van over de hele wereld een unieke eigen historische perceptie hebben, met de nadruk op de verschrikkingen die deze groepen in de twintigste eeuw hebben doorstaan. Hierdoor ontbreekt een gedeeld en verbindend historisch besef. Judt betoogt verder dat men weer herinnerd moet worden aan de ‘kracht van ideeën’, die de twintigste eeuw in hun greep hadden. De ondergang van ideologieën als het marxisme en het verdwijnen van ‘intellectuelen’ in het publieke debat in de laatste decennia van de twintigste eeuw hebben er voor gezorgd dat de ideeën die de eeuw vorm gaven te veel in de vergetelheid zijn geraakt. Judt pleit daarom in Reappraisals voor een hernieuwd historisch besef, dat moet zorgen voor een beter begrip van de twintigste eeuw.

## Ontvangst
Reappraisals heeft een aantal goede kritieken ontvangen. Zo noemde Geoffrey Wheatcroft van de New York Times het boek een ‘exhilarating new collection of essays’. John Grey van The Guardian stelt daarnaast: ‘Reappraisals is an indispensable tract for the times by one of the great political writers of the age.’